# Lisei Caspers
Lisei Caspers (* 1983 in Ostercappeln) ist eine deutsche Filmregisseurin und Drehbuchautorin. Einer größeren Öffentlichkeit wurde sie 2016 durch ihren Dokumentarfilm Gestrandet bekannt.

## Leben
Lisei Caspers wuchs in Ostfriesland auf und begann nach dem Abitur mit dem Filmemachen. In der 2003 entstandenen Dokumentarfilmreihe Hallo Krieg befasste sie sich mit dem Irakkrieg und erhielt dafür 2004 den Jugendkulturpreis NRW. Danach bildete sie sich mit weiteren Praktika in der Medienbranche weiter. Es folgte eine Zeit als freie Mitarbeiterin beim Medienprojekt Wuppertal. Danach realisierte sie ihren ersten abendfüllenden Dokumentarfilm Grenzgebiet – Spiritual Healing, in dem es um alternative Heilmethoden auf den Philippinen geht. Er entstand auf drei Reisen, die Caspers im Jahr 2005 unternommen hatte. Der Dokumentarfilm wurde 2007 im Rahmen des internationalen up-and-coming-Filmfestivals in Hannover mit dem Deutschen Nachwuchsfilmpreis ausgezeichnet. Ein Teil des Preises bestand aus einer Patenschaft mit einem erfolgreichen Produzenten aus der Film- und Fernsehbranche. Im Fall von Lisei Caspers war das der Berliner Produzent Peter Rommel, der die Regisseurin seitdem fördert.
Caspers studierte anschließend am Center for Global Studies an der Universität Bonn, wo sie den akademischen Grad einer Magistra Artium erwarb. Durch ein Praktikum bei der Heinrich-Böll-Stiftung in Ramallah erlebte sie den Nahostkonflikt hautnah und verarbeitete ihre Erlebnisse in einem weiteren Dokumentarfilm über junge Leute aus Palästina, Israel und London, die im Nahostkonflikt unterschiedliche Standpunkte einnehmen. Der abendfüllende Film Fragments of Palestine wurde 2011 auf dem International Documentary Film Festival Amsterdam (IDFA) uraufgeführt und auch auf weiteren Festivals gezeigt. Bei einem darauffolgenden Auslandsaufenthalt in den Palästinensischen Autonomiegebieten war Caspers zwei Jahre lang für die Hilfsorganisation Oxfam in den Bereichen Medien und Kommunikation tätig.
Seit Anfang 2014 arbeitet Caspers als freie Autorin und Regisseurin in Berlin und Hamburg.
Die langjährige Zusammenarbeit mit dem Produzenten Peter Rommel wurde mit dem 2016 erschienenen Dokumentarfilm Gestrandet fortgesetzt. In dem Film geht es um eine Gruppe eritreischer Flüchtlinge, die es in das rund 1500 Einwohner große und landwirtschaftlich geprägte Dorf Strackholt in der Gemeinde Großefehn in Ostfriesland verschlägt. Caspers begleitete die Flüchtlinge auf ihrem Weg als Asylbewerber über einen Zeitraum von 19 Monaten. Der Dokumentarfilm zeigt nicht nur die Nöte der Asylbewerber, sondern auch die Unterstützung der Asylbewerber durch ehrenamtliche Betreuer. Am 20. Januar 2016 wurde der Kinofilm im Wettbewerb des Filmfestivals Max Ophüls Preis in Saarbrücken erstmals gezeigt. Der deutsche Kinostart war am 7. April 2016.

## Filmografie
- 2003: Hallo Krieg
- 2005: Obdachlos
- 2006: Grenzgebiet – Spiritual Healing
- 2008: Salam ya Baladi (Hallo meine Heimat)
- 2011: Fragments of Palestine
- 2016: Gestrandet
- 2019: Türöffner
- 2020: Sinneswandel

## Auszeichnungen (Auswahl)
- 2007: Deutscher Nachwuchsfilmpreis für den Dokumentarfilm Grenzgebiet – Spiritual Healing, up-and-coming (Internationales Filmfestival Hannover)